# Acacia exocarpoides
Acacia exocarpoides är en ärtväxtart som beskrevs av William Vincent Fitzgerald. Acacia exocarpoides ingår i släktet akacior, och familjen ärtväxter. Inga underarter finns listade i Catalogue of Life.